# Константин Попантонов
Константин Попантонов (на гръцки: Κωνσταντίνος Παπαντωνίου) е български революционер, деец на „Охрана“ по време на Втората световна война.

## Биография
Константин Попантонов е роден в костурското село Четирок, тогава в Османската империя, днес Месопотамия, Гърция. На 5 март 1943 година влиза в ръководството на „Охрана“, както и в местния комитет на организация в Четирок заедно с Михаил Новачев. Към 14 април е водач на селската чета в Четирок от около 80 души заедно с Петър Серкиров.